# Barnaby Fitzpatrick (2e baron d'Upper Ossory)
Pour les articles homonymes, voir Barnaby Fitzpatrick.
Barnaby Fitzpatrick, 2e baron d'Upper Ossory (né vers 1535 mort à Dublin le 11 septembre 1581) héritier de la famille Mac Giolla Phádraig il est le 2e baron d'Upper Ossory de 1576 à 1581

## Biographie
Barnaby/Brian est le fils ainé et homonyme de Barnaby Fitzpatrick 1er baron d'Upper Ossory et de Margaret Butler. Né vers 1535 son père l'envoie comme otage à la cour d'Angleterre en signe de soumission. Il y est éduqué avec le jeune prince Édouard avec lequel il se lie d'amitié et en  1551 il est fait gentilhomme de la chambre du roi Édouard VI. En 1553 il joue un rôle actif pour déjouer le complot de Thomas Wyatt le Jeune  . Il est présent lors du siège de Leix et il est fait chevalier à Berwick en 1560 par Thomas Howard le duc de Norfolk et de nouveau à Drogheda en 1566 par sir Henry Sidney le Lord Deputy d'Irlande. Il succède à son père au début de l'année 1576 et dès 1578 il défait et tue le rebelle irlandais Rory Óg O'More. Il se trouve ensuite impliqué dans une faide contre Thomas Butler le duc d'Ormonde  et il est emprisonné avec son épouse au château de Dublin le 14 janvier 1581. Il meurt brusquement dans cette ville où il résidait le 11 septembre

## Union et succession
Barnaby avait épousé Joan fille de Rowland Eustace, 2e Vicomte Baltinglass et de Joan sœur d'Edmund 1er Baron Dunboyne dont il laisse une fille. La même année deux de ses demi-frères cadets Turlough et Dermot sont tués par Dermot dit Theobald O'Molloy alors qu'ils étaient sous la protection de ce dernier. La succession de Barnaby est assurée par son frère cadet Florence Fitzpatrick 

## Sources
- (en) William Carrigan, The History and Antiquities of the Diocese of Ossory, vol. 1, Dublin, Sealy, Bryers & Walker, 1905
- Stokvis, Anthony Marinus Hendrik Johan, préface de H. F. Wijnman, Manuel d'histoire, de généalogie et de chronologie de tous les États du globe, depuis les temps les plus reculés jusqu'à nos jours, Israël, 1966, p. 272 Table n°28a Généalogie des rois d'Ossory I & Table n°28b Généalogie des rois d'Ossory II et des seigneurs de Haut-Ossory.
- (en) Shearman, J. F. Loca Patriciana: Part XII. The Early Kings of Ossory: The Seven Kings of Cashel Usurpers in Ossory: The Kings of the Silmaelodra-Of the Clan Maelaithgen - Maelduin Mac Cumiscagh-Cearbhall Mac Dungal: The Anglo-Norman Invasion of Ossory, &c., &c. Martin the Elder, a Patrician Missionary in Ossory: His Churches. The Journal of the Royal Historical and Archaeological Association of Ireland, vol. 4, no. 33/34, 1878, pp. 336–408. JSTOR, www.jstor.org/stable/25506726. Consulté le 13 janvier 2021.